# Lissochelifer strandi
Lissochelifer strandi är en spindeldjursart som först beskrevs av Edvard Ellingsen 1907.  Lissochelifer strandi ingår i släktet Lissochelifer och familjen tvåögonklokrypare. Inga underarter finns listade i Catalogue of Life.